# Claudette Mukasakindi
Claudette Mukasakindi (* 25. Dezember 1982 in Kigali) ist eine ruandische Leichtathletin, die sich auf den Langstreckenlauf spezialisiert hat. Sie trat für Ruanda bei den Olympischen Sommerspielen 2012 in London und den Olympischen Sommerspielen 2016 in Rio de Janeiro im Marathon an.

## Leben und Karriere
Mukasakindi wurde 1982 in der ruandischen Hauptstadt Kigali im Sektor Kigali des heutigen Distrikts Nyarugenge geboren. Sie ist das siebte von neun Kindern, davon sind 4 Mädchen und fünf Jungen. Nach dem Abschluss der Grundschule Groupe Scholaire Mwendo besuchte Mukasakindi eine Schule, an der sie Schneiderei lernte.
Erst 2004 im Alter von 22 Jahren begann Mukasakindi mit dem Langstreckenlauf, als sie zum Spaß an einem Lauf zur Unterstützung einer Kampagne gegen Malaria in ihrem Sektor teilnahm und diesen zu ihrer Überraschung gewann. Daraufhin nahm sie auch an einem Lauf auf Distrikt- und anschließend einem auf Provinz-Ebene teil, die sie beide gewann. 2006 trat sie dem APR Athletics Club bei. Sie schaffte es in die ruandische Nationalmannschaft für die Crosslauf-Weltmeisterschaften 2007 in Mombasa, Kenia, wo sie mit einer Zeit von 30 Minuten und 59 Sekunden auf dem 59. Platz einlief. Bei den Crosslauf-Weltmeisterschaften 2009 in Amman, Jordanien erreichte sie mit 29 Minuten und 5 Sekunden den 53. Platz. Bei den Halbmarathon-Weltmeisterschaften 2009 in Birmingham kam sie mit 1:16:31 h, ihrer neuen persönlichen Bestzeit, auf Platz 45. Im selben Jahr nahm sie an den Spielen der Frankophonie in Beirut teil. Sie gewann eine Goldmedaille im 10.000-Meter-Lauf mit einer Zeit von 35 Minuten und 32,6 Sekunden sowie eine Bronzemedaille im 5000-Meter-Lauf. Zwei Jahre später nahm sie an den Crosslauf-Weltmeisterschaften 2011 teil, die in der spanischen Stadt Punta Umbría stattfanden. Mit 28 Minuten und 33 Sekunden landete sie das Jahr auf dem 82. Platz. Im Folgejahr erreichte sie im 3000-Meter-Lauf bei den Leichtathletik-Hallenweltmeisterschaften 2012 in Istanbul ihre persönliche Bestzeit von 9 Minuten und 26,89 Sekunden.
2012 gewann Mukasakindi den Cagliari Marathon in Italien mit einer Zeit von 2:40:18 h. Die Zeit reichte für eine Qualifikation zu den Olympischen Sommerspielen 2012 in London, jedoch wurde sie zunächst abgelehnt, da der Marathonlauf in Cagliari nicht einer der für die Qualifikation vorgesehenen war. Mit einer Zeit von 2:51:07 h landete sie bei den Olympischen Spielen auf dem 97. Platz. 2013 gewann Mukasakindi Bronze über 10.000 Meter bei den Spielen der Frankophonie in Nizza. 2015 nahm sie am Firenze Marathon in Italien teil und qualifizierte sich mit einer Zeit von 2:41:33 h erneut für die Olympischen Sommerspiele 2016 in Rio de Janeiro. Um ihre Leistung von 2012 zu verbessern trainierte sie in Kenia, Ruanda und Italien. Sie erreichte bei den Spielen schließlich nur eine Zeit von 3:05:57 h und landete auf dem 126. Platz von 133. Ihre enttäuschende Leistung begründete sie nach dem Wettbewerb mit einer Knöchelverletzung, die sie sich drei Tage zuvor beim Training zugezogen und die sich ab Kilometer 21 bemerkbar gemacht habe. Für die Abschlusszeremonie wurde Mukasakindi als Fahnenträgerin Ruandas ausgewählt. Im Februar 2020 gewann sie den Rwamagana Challenge Marathon mit einer Zeit von 3:11:5 h.

## Persönliche Bestleistungen
- 1500 m: 4:23,48 min, 11. Mai 2013, Campi Bisenzio
- 3000 m (Halle): 9:26,89 min, 9. März 2012, Istanbul
- 5000 m: 16:09,96 min, 12. Mai 2013, Campi Bisenzio
- 10.000 m: 33:31,78 min, 25. April 2015, Fucecchio
- Halbmarathon:
  - 1:11:59 h, 26. Februar 2012, Ostia (nicht anerkannt)
  - 1:13:28 h, 10. Oktober 2010, Pisa
- Marathon: 2:40:18 h, 6. Mai 2012, Cagliari